# Луньва
Луньва (ошиб. Луньева; в верховье — Северная Луньва) — река в России, протекает в Александровском районе Пермского края. Устье реки находится в 18 км по левому берегу реки Лытва. Длина реки составляет 18 км.
Исток реки в 12 км к северо-востоку от центра города Александровск на восточных склонах горы Урса (428 НУМ[что?]), находящейся на предгорьях Северного Урала. Река течёт на юго-запад, затем поворачивает на запад. До впадения слева единственного именованного притока Восточная Лунья также обозначена на картах как Северная Луньва. В среднем течении на реке стоит посёлок Луньевка. Нижнее течение реки проходит по территории города Александровск, где Луньва впадает в Лытву чуть ниже плотины Александровского пруда в районе улицы Братьев Давыдовых.

## Данные водного реестра
По данным государственного водного реестра России относится к Камскому бассейновому округу, водохозяйственный участок реки — Кама от города Березники до Камского гидроузла, без реки Косьва (от истока до Широковского гидроузла), Чусовая и Сылва, речной подбассейн реки — бассейны притоков Камы до впадения Белой. Речной бассейн реки — Кама.
Код объекта в государственном водном реестре — 10010100912111100007383.